# Gyrodactylus sculpinus
Gyrodactylus sculpinus är en plattmaskart. Gyrodactylus sculpinus ingår i släktet Gyrodactylus och familjen Gyrodactylidae. Inga underarter finns listade i Catalogue of Life.